# Mun Kyŏng Dŏk
Mun Kyŏng Dŏk (kor. 문경덕, ur. 12 października 1957) – północnokoreański polityk, ze względu na przynależność do najważniejszych gremiów politycznych Korei Północnej, uznawany za członka ścisłej elity władzy KRLD.

## Kariera
Mun Kyŏng Dŏk urodził się 12 października 1957 roku w stolicy Korei Północnej, Pjongjangu. Absolwent ekonomii politycznej na Uniwersytecie im. Kim Ir Sena. Jako 1. Sekretarz Komitetu Miejskiego Partii Pracy Korei (od lipca 2010 roku), przez specjalistów jest uznawany za de facto burmistrza Pjongjangu. Właśnie w stołecznym Komitecie Miejskim rozpoczął karierę partyjną jeszcze w latach 70. XX wieku. Następnie pracował w Socjalistycznej Lidze Młodych im. Kim Ir Sena, a także w Departamencie Organizacyjnym Komitetu Centralnego PPK, gdzie objął funkcję wicedyrektora. Uchodził za osobę blisko związaną towarzysko i politycznie z małżeństwem Jang Sŏng T’aeka oraz Kim Kyŏng Hŭi (siostra Kim Dzong Ila), którzy byli głównymi promotorami i autorami procesu sukcesji władzy przez Kim Dzong Una.
Deputowany Najwyższego Zgromadzenia Ludowego KRLD, parlamentu KRLD X oraz XI kadencji (tj. od lipca 1998 do marca 2009 roku).
Podczas 3. Konferencji Partii Pracy Korei 28 września 2010 roku został wybrany sekretarzem Komitetu Centralnego Partii Pracy Korei, zastępcą członka Biura Politycznego KC, a także po raz pierwszy zasiadł w samym Komitecie Centralnym.
Po śmierci Kim Dzong Ila w grudniu 2011 roku, Mun Kyŏng Dŏk znalazł się na wysokim, 27. miejscu w 233-osobowym Komitecie Żałobnym. Według specjalistów, miejsca na listach tego typu określały rangę polityka w hierarchii aparatu władzy.

## Odznaczenia
Kawaler Orderu Kim Ir Sena (marzec 2002) oraz Orderu Kim Dzong Ila (luty 2012). Laureat tytułu „Bohatera Republiki” (październik 2009).